# Takis Varvitsiotis
Takis Varvitsiotis (griechisch Τάκης Βαρβιτσιώτης, * 1916 in Thessaloniki; † 1. Februar 2011 ebenda) war ein griechischer Schriftsteller und Dichter.

## Biografie
Varvitsiotis studierte nach dem Schulbesuch Rechtswissenschaft an der Aristoteles-Universität Thessaloniki und begann nach dem Ende des Studiums 1940 eine Tätigkeit als Rechtsanwalt.
Bald widmete er sich jedoch verstärkt dem Schreiben von Gedichten, das er bereits während des Studiums begonnen hatte. Seine ersten Gedichte erschienen bereits 1936 in der Zeitschrift Μακεδονικές Ημέρες (Makedonische Tage), denen Mitte der 1940er Jahre Werke in der Zeitschrift Κοχλίας (Schraube) folgten. Im Laufe seines Lebens veröffentlichte er 22 Anthologien, die unter anderem ins Französische und Spanische übersetzt wurden, während er selbst die Werke lateinamerikanischer Dichter ins Griechische übersetzte.
Für seine Dichtungen wurde er mehrfach ausgezeichnet und erhielt unter anderem den Preis der Akademie von Athen sowie das Ritterkreuz des Ordre des Arts et des Lettres von Frankreich. 1995 erhielt er den Mihai-Eminescu-Preis der Rumänischen Akademie und wurde 1999 korrespondierendes Mitglied der Akademie von Athen.
Im Jahr 2000 erschien ein Gedichtband in deutscher Sprache unter dem Titel Gedichte. In seinen Werken verband er die Dichtkunst der griechischen Antike mit der Moderne und wurde dadurch zu einem der bekanntesten Dichter Griechenlands.